# 第77回ニューヨーク映画批評家協会賞
77th NYFCC Awards

2011年11月29日
作品賞: 

アーティスト
第77回ニューヨーク映画批評家協会賞は、2011年の映画に贈られる賞であり、2011年11月29日に発表された。元々は11月28日発表を予定していたが、同日に『ドラゴン・タトゥーの女』のスクリーニングがあったために1日延期された。

## 受賞
- 主演男優賞:
  - ブラッド・ピット - 『マネーボール』、『ツリー・オブ・ライフ』

- 主演女優賞:
  - メリル・ストリープ - 『マーガレット・サッチャー 鉄の女の涙』

- 撮影賞:
  - エマニュエル・ルベツキ - 『ツリー・オブ・ライフ』

- 監督賞:
  - ミシェル・アザナヴィシウス - 『アーティスト』

- ノン・フィクション映画賞:
  - 『世界最古の洞窟壁画3D 忘れられた夢の記憶』

- 作品賞:
  - 『アーティスト』

- 第一回作品賞:
  - 『マージン・コール』

- 外国語映画賞:
  - 『別離』（ イラン）

- 脚本賞:
  - スティーヴン・ザイリアン、アーロン・ソーキン - 『マネーボール』

- 助演男優賞:
  - アルバート・ブルックス - 『ドライヴ』

- 助演女優賞:
  - ジェシカ・チャステイン - 『ツリー・オブ・ライフ』、『ヘルプ 〜心がつなぐストーリー〜』、『テイク・シェルター』

- 特別賞:
  - ラウル・ルイス